# پدرخوانده قسمت سوم (موسیقی متن)
| بررسی انتقادی | بررسی انتقادی |
| منبع          | رتبه‌بندی      |
| ------------- | ------------- |
| آل‌میوزیک      | link          |

پدرخوانده قسمت سوم ، (انگلیسی: The Godfather Part III) موسیقی متن فیلم به همین نام است که در سال ۱۹۹۰ توسط کلمبیا رکوردز منتشر شد.